# Diego Capusotto
Diego Esteban Capusotto (Morón, provincia de Buenos Aires; 21 de septiembre de 1961) es un actor, comediante, guionista y presentador argentino. Se ha destacado por estar al frente de los programas televisivos humorísticos Cha Cha Cha, Todo por dos pesos y Peter Capusotto y sus videos.
No debe confundirse con Peter Capusotto, que no es su nombre ni apodo sino la denominación de su programa Peter Capusotto y sus videos, mezcla del nombre de pila del guionista Pedro Saborido y el apellido de Diego.

## Biografía

### Infancia y juventud
Diego Esteban Capusotto nació en el partido de Morón, provincia de Buenos Aires y vivió en Castelar y brevemente en Lanús, otras ciudades del conglomerado conocido como Gran Buenos Aires, hasta que a los 7 años su familia se mudó al barrio de Villa Luro en la ciudad de Buenos Aires, donde vivió por tres décadas. Actualmente vive en el barrio de Barracas de la ciudad de Buenos Aires.
Hasta los 17 años quiso ser futbolista:

No, hasta los 17 años soñaba con ser futbolista. Era habilidoso, tenía cierto talento para mover las pelotas y me gustaba moverlas en la mitad de la cancha. Me probé en muchos clubes, pero la vida hizo que me conformara con ser espectador e hincha fanático de Racing Club de Avellaneda.

Capusotto siempre estuvo muy relacionado con la música, pero jamás quiso dedicarse a esto:

Yo tocaba la batería intuitivamente. Tomé clases con Horacio Gianello, de Arco Iris, y vi que era un instrumento para el que tenía facilidad, pero al que no amaba. Y, para tocar, uno tiene que amar su instrumento.

## Carrera artística
Comenzó trabajando en una empresa mayorista de repuestos del automotor. Poco después empezó a estudiar actuación en el teatro Arlequines, a los 25 años. Su trayectoria en televisión empezó en 1992 con De la cabeza, ciclo en el que trabajaba con actores y comediantes como Alfredo Casero, Favio Posca y Fabio Alberti. Tras la finalización del programa a causa del alejamiento de Posca y otros actores, Capusotto acompañó a Casero y Alberti en un nuevo proyecto humorístico, Chachachá, que se emitió, con interrupciones, entre 1993 y 1997.

### Todo por dos pesos, consagración y reconocimientos

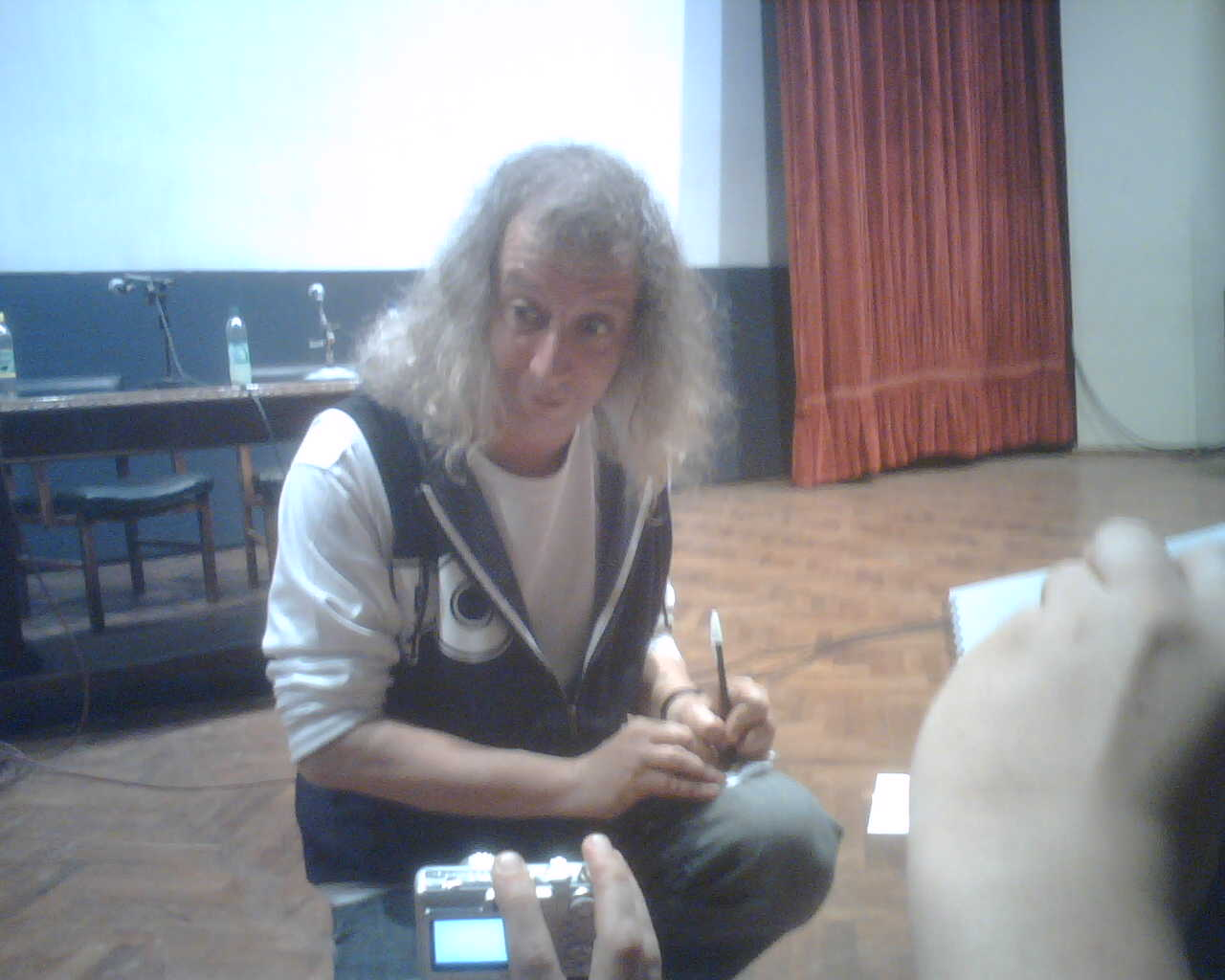
Diego Capusotto en una firma de autógrafos en 2008.

La relación laboral con Alberti continuaría en 1998, cuando ambos formaron parte del elenco del ciclo humorístico Delikatessen (1998), encabezado por Horacio Fontova, y en 1999, cuando vio la luz Todo por dos pesos, programa que terminaría de consolidar a Diego Capusotto como un referente del humor argentino. Por este ciclo, en el que logró delinear algunos de sus mejores y más reconocidos personajes, como «Irma Jusid», «El Hombre Bobo» y «Peter Conchas», Capusotto obtuvo en el 2001 el premio Martín Fierro en el rubro «Labor humorística».
Las emisiones de Todo por dos pesos concluyeron en el año 2002.
En el 2003, Capusotto personificó a un enfermo mental en la serie Sol negro, producida por Sebastián Ortega, con las actuaciones de Rodrigo de la Serna y Carlos Belloso, entre otros. El 25 de marzo de 2004, Capusotto regresó al teatro junto a Fabio Alberti para presentar el show cómico Una noche en Carlos Paz (con autoría de Pedro Saborido y dirección de Néstor Montalbano), donde continuaban la estética de Todo por dos pesos.
Esta obra fue sucedida por Qué noche Bariloche, estrenada en 2006.

### Peter Capusotto y sus videos, y popularidad masiva

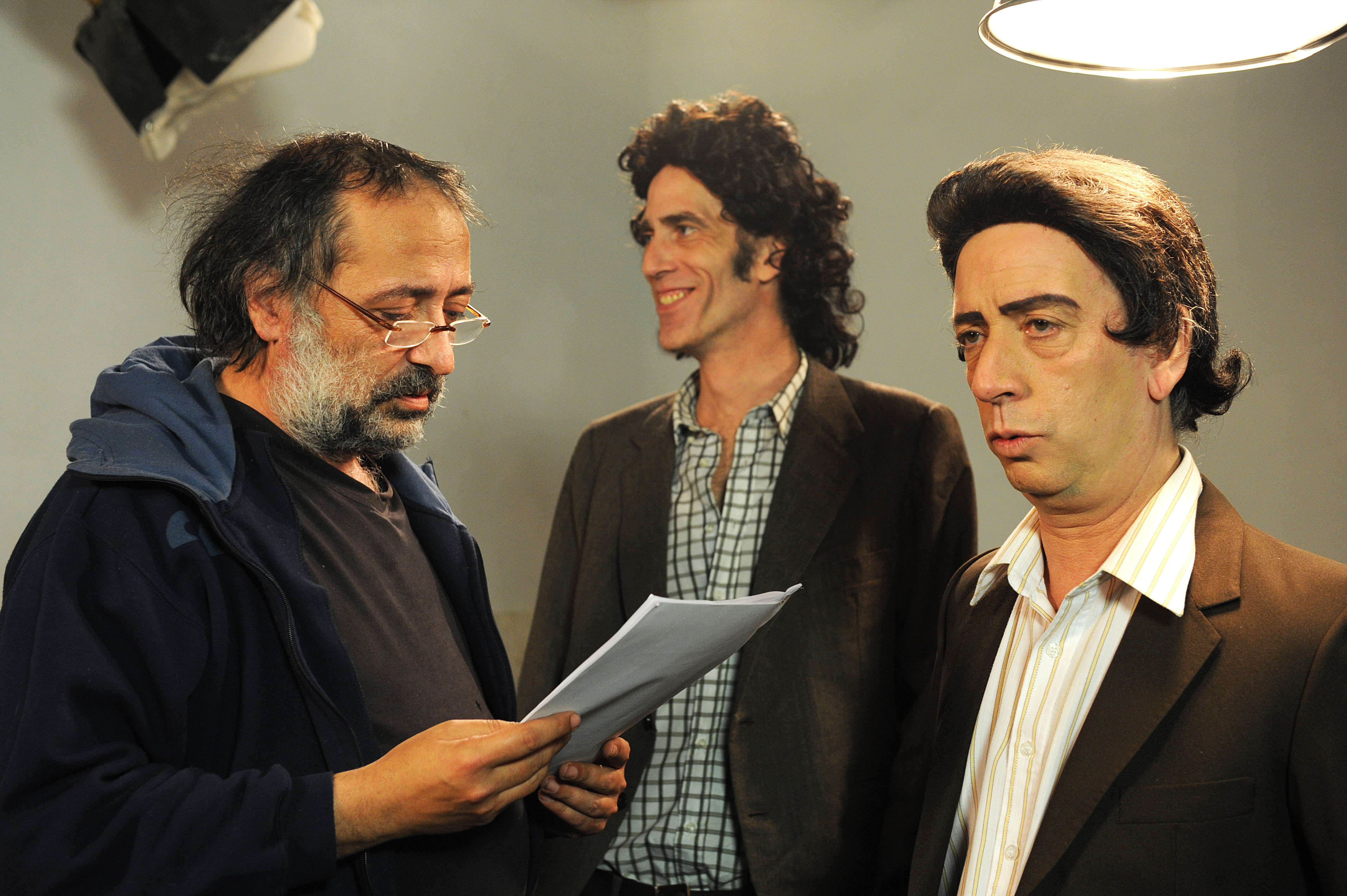
Capusotto (a la derecha) durante la grabación de Peter Capusotto y sus videos en 2014.

En el 2006 comenzó Peter Capusotto y sus videos, programa en el que junto a Pedro Saborido proyecta videos clásicos de rock, a través de los cuales Capusotto parodia las diferentes facetas de la cultura roquera en distintos sketchs, entre los que se destacan personajes como «Luis Almirante Brown (Artaud para millones)», Bombita Rodríguez, Pomelo, ídolo de rock y «Perón y el rock», entre muchos otros. Este programa comenzó a emitirse en octubre de 2006 por Rock & Pop TV hasta enero de 2007. A partir de enero de ese mismo año, comienza a ser emitido por la TV Pública, cosechando gran éxito de crítica y una notoriedad que lo situó con firmeza como uno de los humoristas más reconocidos de su país.
Las repercusiones por el programa lo llevaron a ser entrevistado en Duro de domar, conducido por Roberto Pettinato, Tiene la palabra, conducido por Luis Otero y Silvia Martínez Cassina, y Mañanas informales, conducido por Jorge Guinzburg y Ernestina Pais, entre otros. Diego Capusotto obtuvo otros reconocimientos como los Premios Clarín por su programa Peter Capusotto y sus videos, en los rubros «Musicalización» y «Mejor programa humorístico», y el honorario de «Figura del año» por Peter Capusotto y sus videos.
Durante las temporadas subsiguientes continuaron aparecido nuevos personajes que se han ganado un lugar entre los favoritos del público como Micky Vainilla, Violencia Rivas, Padre Progresista y James Bó (versión uruguaya de James Bond), entre otros. La decimoprimera y última temporada del programa comenzó a emitirse de julio a diciembre de 2016 por TNT. Desde entonces el programa continúa emitiéndose por la TV Pública. 
El 14 de mayo de 2009 comenzó Lucy en el cielo con Capusottos, un programa radial emitido los sábados y domingos por la Rock & Pop.
El programa conservaba la estética e ideas de Peter Capusotto y sus videos, pero renovaba su galería de personajes. Los guiones pertenecen, una vez más, a Capusotto y Saborido. El programá duró un año.
El 26 de enero de 2012 se estrena Peter Capusotto y sus tres dimensiones, un largometraje filmado durante 2011, escrito por Pedro Saborido y Capusotto, dirigido por el primero y protagonizado por el último, junto al elenco habitual del programa de TV. La película se presenta como un documental que critica el entretenimiento y la industria montada sobre este, mostrando aspectos negativos del mismo de una forma divertida, irónica y deliberadamente entretenida.

## Trabajos realizados

### Televisión
| Año                  | Título                       | Canal                                                                  | Rol     |
| -------------------- | ---------------------------- | ---------------------------------------------------------------------- | ------- |
| 1992-1993            | De la cabeza                 | América TV                                                             | Varios  |
| 1993, 1995-1997      | Cha cha cha                  | América TV                                                             | Varios  |
| 1998                 | La barra de la tele          | Canal 13                                                               | Aries   |
| 1998                 | Delicatessen                 | América TV                                                             | Varios  |
| 1999-2002            | Todo por dos pesos           | Azul TV (1999) Canal 7 (2000-2002)                                     | Marcelo |
| 2002                 | Tiempo final                 | Telefe                                                                 | Miguel  |
| 2003                 | Sol negro                    | América TV                                                             | Laucha  |
| 2006-2010, 2012-2016 | Peter Capusotto y sus videos | Rock & Pop TV (2006-2007) TV Pública (2007-2010, 2012-2015) TNT (2016) | Varios  |
| 2016                 | Nafta Súper                  | Space                                                                  | Corona  |

### Cine
| Año  | Título                                                 | Personaje                                                                          | Director/es                       |
| ---- | ------------------------------------------------------ | ---------------------------------------------------------------------------------- | --------------------------------- |
| 1997 | Tiempo de descuento (cortometraje)                     | Secuestrador                                                                       | Flavio Nardini                    |
| 1999 | Zapada, una comedia beat (no estrenada comercialmente) | Coco                                                                               | Raúl Perrone                      |
| 2002 | Mataperros                                             | Jorobado de Notre Dame                                                             | Gabriel Arregui                   |
| 2003 | India Pravile                                          | Dani                                                                               | Mario Sabato                      |
| 2003 | Soy tu aventura                                        | Damián Chazarreta                                                                  | Néstor Montalbano                 |
| 2004 | Dos ilusiones                                          | Director de cine porno                                                             | Martín Lobo                       |
| 2008 | Regresados                                             | Hermano de Pequenho                                                                | Flavio Nardini y Cristian Bernard |
| 2008 | Incómodos                                              | Policía                                                                            | Esteban Menis                     |
| 2010 | Pájaros volando                                        | José                                                                               | Néstor Montalbano                 |
| 2010 | Chasqui (cortometraje)                                 | Vendedor/chasqui/soldado                                                           | Néstor Montalbano                 |
| 2012 | Peter Capusotto y sus 3 dimensiones                    | Violencia Rivas / Bombita Rodríguez / Jesús de Laferrere / Pomelo / Micky Vainilla | Pedro Saborido                    |
| 2012 | Soledad y Larguirucho                                  | Camionero                                                                          | Néstor Montalbano                 |
| 2015 | Kryptonita                                             | Corona                                                                             | Nicanor Loreti                    |
| 2018 | 27: El club de los malditos                            | Martín Lombardo                                                                    | Nicanor Loreti                    |
| 2018 | No llores por mí, Inglaterra                           | Sanpedrito                                                                         | Néstor Montalbano                 |
| 2024 | Las corredoras                                         | Varios                                                                             | Néstor Montalbano                 |

### Teatro
| Año  | Obra                    |
| ---- | ----------------------- |
| 2004 | Una noche en Carlos Paz |
| 2006 | ¡Qué noche, Bariloche!  |
| 2019 | Tadeys                  |

### Videos musicales
- 2008: Lindo día de Los Pericos

### Radio
| Año  | Programa                        | Radio      |
| ---- | ------------------------------- | ---------- |
| 2009 | Lucy en el cielo con Capusottos | Rock & Pop |

### Libros
- 2009: Peter Capusotto, el libro (junto a Pedro Saborido) Buenos Aires: Editorial Sudamericana, 2009. ISBN 978-950-07-3156-0
- 2012: Peter Capusotto Fantástico (junto a Pedro Saborido) Buenos Aires: Editorial Sudamericana, 2012. ISBN 978-950-07-3156-0
- 2021: Lo que teme la noche (poemas) Buenos Aires: Ediciones Lamás Médula, 2021. ISBN 978-987-39-5644-7

### Publicidades
- 1994: Tubby
- 2000: Advance (Telefónica)
- 2008: Personal Fest 2008

## Vida personal
Sus padres se llamaban Juan Enrique Capusotto y Carmen Rivas. Tenía dos hermanos, ambos fallecidos en 1989 y 1998, respectivamente. Su padre fue empleado de Segba, y posteriormente dueño de una fotoduplicadora en la que el propio Diego trabajó antes de comenzar su carrera de actor.
Está casado con María Laura, con quien tiene dos hijas: Elisa, nacida en 1999, y Eva, nacida en 2003. Es hincha fanático del club de fútbol Racing Club.

## Premios y nominaciones
| Año  | Premio                | Categoría                                           | Programa                     | Resultado |
| ---- | --------------------- | --------------------------------------------------- | ---------------------------- | --------- |
| 2000 | Premios Martín Fierro | Labor humorística                                   | Todo por dos pesos           | Ganador   |
| 2007 | Premios Martín Fierro | Mejor programa humorístico                          | Peter Capusotto y sus videos | Ganador   |
| 2007 | Premios Martín Fierro | Mejor labor humorística masculina                   | Peter Capusotto y sus videos | Ganador   |
| 2008 | Premios Clarín        | Figura del año                                      | Peter Capusotto y sus videos | Ganador   |
| 2008 | Premios Clarín        | Programa humorístico                                | Peter Capusotto y sus videos | Ganador   |
| 2008 | Premios Clarín        | Actor de comedia                                    | Peter Capusotto y sus videos | Ganador   |
| 2008 | Premios Clarín        | Mejor actor de reparto en cine                      | Regresados                   | Ganador   |
| 2008 | Premios Martín Fierro | Mejor programa humorístico                          | Peter Capusotto y sus videos | Ganador   |
| 2009 | Premios Martín Fierro | Mejor programa humorístico                          | Peter Capusotto y sus videos | Nominado  |
| 2010 | Premios Martín Fierro | Mejor programa humorístico                          | Peter Capusotto y sus videos | Ganador   |
| 2010 | Premios Martín Fierro | Mejor labor humorística                             | Peter Capusotto y sus videos | Nominado  |
| 2011 | Premios Konex         | Diploma al Mérito: Actor de televisión de la década | Período 2001-2010            | Ganador   |
| 2012 | Premios Tato          | Actor en ficción unitario                           | Peter Capusotto y sus videos | Ganador   |
| 2012 | Premios Tato          | Programa de interés general                         | Peter Capusotto y sus videos | Ganador   |
| 2012 | Premios Tato          | Dirección en no ficción                             | Peter Capusotto y sus videos | Ganador   |
| 2012 | Premios Martín Fierro | Mejor programa humorístico                          | Peter Capusotto y sus videos | Nominado  |
| 2012 | Premios Martín Fierro | Mejor labor humorística                             | Peter Capusotto y sus videos | Nominado  |
| 2013 | Premios Martín Fierro | Mejor programa humorístico                          | Peter Capusotto y sus videos | Nominado  |
| 2013 | Premios Martín Fierro | Mejor labor humorística                             | Peter Capusotto y sus videos | Nominado  |
| 2014 | Premios Martín Fierro | Mejor programa humorístico                          | Peter Capusotto y sus videos | Nominado  |
| 2014 | Premios Martín Fierro | Mejor labor humorística                             | Peter Capusotto y sus videos | Nominado  |
| 2014 | Premios Tato          | Mejor programa de humor                             | Peter Capusotto y sus videos | Nominado  |
| 2014 | Premios Tato          | Mejor labor cómica                                  | Peter Capusotto y sus videos | Nominado  |
| 2014 | Premios Tato          | Producción de ficción                               | Peter Capusotto y sus videos | Nominado  |
| 2015 | Premios Martín Fierro | Mejor programa humorístico                          | Peter Capusotto y sus videos | Nominado  |
| 2015 | Premios Martín Fierro | Mejor programa de humor                             | Peter Capusotto y sus videos | Nominado  |
| 2015 | Premios Tato          | Mejor programa humorístico                          | Peter Capusotto y sus videos | Nominado  |
| 2015 | Premios Tato          | Mejor labor cómica                                  | Peter Capusotto y sus videos | Nominado  |
| 2016 | Premios Tato          | Mejor programa de humor                             | Peter Capusotto y sus videos | Ganador   |
| 2016 | Premios Tato          | Mejor labor cómica                                  | Peter Capusotto y sus videos | Ganador   |
| 2016 | Premios Tato          | Mejor guion original de ficción                     | Peter Capusotto y sus videos | Nominado  |
| 2017 | Premios Tato          | Mejor programa de humor                             | Peter Capusotto y sus videos | Ganador   |
| 2017 | Premios Tato          | Mejor labor cómica                                  | Peter Capusotto y sus videos | Ganador   |

## Sobre su obra
- Rocco Carbone, Matías Muraca (compiladores). (2010). La sonrisa de mamá es como la de Perón. Capusotto: realidad política y cultura. Buenos Aires: Imago Mundi.